# Hlubyně
Hlubyně (německy Teufe) je obec v okrese Příbram ve Středočeském kraji, asi 16 km jižně od Příbrami. Žije zde 144 obyvatel.

## Historie
První písemná zmínka o obci pochází z roku 1419.

## Obecní správa

### Části obce
- Hlubyně (k. ú. Hlubyně)

K obci patří také samota Drahýšov.
Sousedními obcemi sídla jsou Rožmitál pod Třemšínem, Vševily, Březnice a Volenice.

### Územněsprávní začlenění
Dějiny územněsprávního začleňování zahrnují období od roku 1850 do současnosti. V chronologickém přehledu je uvedena územně administrativní příslušnost obce v roce, kdy ke změně došlo:
- 1850 země česká, kraj Plzeň, politický i soudní okres Březnice[4]
- 1855 země česká, kraj Písek, soudní okres Březnice
- 1868 země česká, politický okres Blatná, soudní okres Březnice
- 1939 země česká, Oberlandrat Klatovy, politický okres Blatná, soudní okres Březnice[5]
- 1942 země česká, Oberlandrat Plzeň, politický okres Strakonice, soudní okres Březnice[6]
- 1945 země česká, správní okres Blatná, soudní okres Březnice[7]
- 1949 Plzeňský kraj, okres Blatná[8]
- 1960 Středočeský kraj, okres Příbram
- 2003 Středočeský kraj, okres Příbram, obec s rozšířenou působností Příbram

### Členství ve sdruženích
Hlubyně je členem svazku obcí Březnicko, který byl založen v roce 2003.

## Osobnosti
- Josef Novotný (1854–????), místní rodák, obecní a okresní starosta, poslanec zemského sněmu[9][10]

## Doprava

### Dopravní síť
Do obce vede silnice III. třídy. Železniční trať ani stanice či zastávka na území obce nejsou.

### Autobusová doprava 2024
Autobusovou dopravu v obci Hlubyně zajišťuje společnost Arriva Střední Čechy. Obec je součástí Pražské integrované dopravy (PID). V obci se nacházejí zastávky Hlubyně,dolní a Hlubyně,horní. Autobusová linka 495 spojuje Nepomuk s Rožmitálem pod Třemšínem, Hlubyní, Březnicí a Mirovicemi.

## Turistika
Obcí prochází pěší turistická trasa Příbram - Březnice - Třemšín - Kasejovice a cyklostezka Březnice - Třebsko s odbočkou do Drahenic.

## Zajímavosti
Hlubyně byla posledním místem s veřejným telefonním automatem, tzv. telefonní budkou, kterou definitivně demontovali 17. června 2021. Tím skončila celá éra veřejných telefonních automatů v České republice.